# Žďár nad Sázavou 2
Žďár nad Sázavou 2 je částí Žďáru nad Sázavou územně shodnou s katastrálním územím Zámek Žďár (německy Saar-Schloß). Zástavba jakož i většina katastru leží na Moravě, ale severní část vodní nádrže Pilská původně náležela k sousedním českým vsím Stržanovu a Polničce. 
Katastrální území této části Žďáru nad Sázavou je pojmenované podle zdejšího zámku. Lidově se dosud užívá převážně název Klášter, odkazující k bývalému cisterciáckému klášteru, zrušenému v době josefinských reforem na konci 18. století. 
Nejstarší písemná zmínka této čtvrti je z roku 1252, kdy byl založen cisterciácký klášter, kdysi rodový klášter českého šlechtického rodu Lichtemburků. Vznikla zde Žďárská kronika, jejímž autorem je Jindřich Řezbář, který je hlavním informátorem o vztazích Lichtemburků v druhé polovině 13. století.
Z historických památek se zachoval klášterní kostel Nanebevzetí Panny Marie - druhý nejdelší na Moravě (kde by snad mělo být lichtemburské pohřebiště), rozsáhlý klášterní komplex s hospodářskými budovami (Zámku, patřící rodině Kinských), hospodářský dvůr Lyra, klášterní zájezdní hostinec Táferna, barokní morový hřbitov a barokní most se sochami přes Stržský potok.
Mimořádně významnou památkou je poutní kostel sv na Zelené hoře Kostel svatého Jana Nepomuckého, zařazený v seznamu UNESCO. V areálu Zámku, patřícího moravské větvi rodiny Kinských, bylo vybudováno multimediální Muzeum nové generace.
Dnešní zástavba má převládající charakter rodinných domů vystavěných hlavně v letech 1960-1970. V katastru území se nachází rybníky vhodné pro rekreaci a rybolov a také již výše zmíněná vodní nádrž Pilská. Územím prochází silnice I. třídy č. 37.